# Школа бальных танцев
Это школа Соломона Пляра,

Школа бальных танцев, вам говорят.

Две шаги налево, две шаги направо,

Шаг вперед и два назад.

Кавалеры приглашают дамов,

Там, где брошки, там перёд.

Две шаги налево, две шаги направо,

Шаг назад и две вперед.
«Школа бальных танцев» («Школа танцев Соломона Пляра»; последующие варианты: Шкляра, Кляра, Фляра) — фокстрот, известный с 1910-х годов.
Наиболее ранняя известная запись относится к 1914 году: это выпущенная в Киеве пластинка с комической сценой «Школа танцев Соломона Пляра» в исполнении и за авторством Ивана Семёновича Руденкова (мелодия и слова песни, входившей в сценку, несколько отличаются от популяризированного позже варианта). В ряде позднейших изданий автор слов и музыки указан как В. Руденков.
Утверждается также, что песня в 1910-е годы входила в репертуар Владимира Хенкина. Встречаются предположения, что он был и автором.
В опубликованной 2007 году в газете «Киевские ведомости» статье Георгия Кузьмина утверждалось, что прототипом песни был парикмахер Соломон Исаакович Шкляр, проживавший в Киеве на Большой Васильковской, 10, в доме Генриха Генриховича Пфалера, и открывший школу танцев в своей квартире.
Во второй половине XX века песня входила в репертуар множества исполнителей, среди которых Алик Фарбер (Ошмянский), Аркадий Северный, братья Жемчужные и др., а позже — Хор Турецкого, Ефим Александров и многие другие.